# Piotr Diernow
Piotr Siergiejewicz Diernow (ros. Пётр Сергеевич Дернов; ur. 22 października 1925 w chutorze Sambiekowski k. Rostowa, zm. 24 stycznia 1945 w Wadągu k. Olsztyna) – radziecki żołnierz, który według oficjalnej wersji śmierci zasłonił swoim ciałem otwór strzelniczy niemieckiego bunkra w czasie walk pod Olsztynem w styczniu 1945 roku. Bohater Związku Radzieckiego (1945, pośmiertnie).

## Życiorys
Urodzony 22 października 1925 roku w chutorze Sambiekowski, obecnie na terenie miasta Nowoszachtyńsk w obwodzie rostowskim, w rodzinie robotniczej. Rosjanin.
Pracował jako tokarz. W Armii Czerwonej służył od kwietnia 1944 r. Przez większość służby przebywał na pierwszej linii. Otrzymał przydział do 4 szwadronu 24 Gwardyjskiego Pułku Kawalerii, 5 Gwardyjskiej Dywizji Kawalerii, 3 Gwardyjskiego Korpusu Kawalerii, 2 Frontu Białoruskiego.
Odznaczył się 24 stycznia 1945 w bitwie o wieś Wadąg, położoną 4 km na północny wschód od Olsztyna (wówczas Prusy Wschodnie na terytorium Niemiec). Według oficjalnej wersji śmierci zasłonił swoim ciałem lufę niemieckiego karabinu maszynowego prowadzącego ogień z bunkra, co umożliwiło kontynuowanie natarcia jego jednostce. 4 szwadron zdobył Wadąg, w którym wg źródeł radzieckich zginęło ponad 200 Niemców. Po bitwie na ciele Diernowa miano odkryć 46 ran postrzałowych od karabinu maszynowego.

W uzasadnieniu wniosku o odznaczenie dowódca 24 Gwardyjskiego Pułku Kawalerii podpułkownik P. Tkalenko opisał czyn Diernowa: 

24 stycznia 1945 roku podczas szturmu na wieś Wadąg Diernow, widząc, skąd strzela niemiecki karabin maszynowy, który utrudniał natarcie szwadronu, śmiało pełzł naprzód w jego stronę i nagłym rzutem padł na karabin maszynowy prowadzący ogień i przykrył go swoim ciałem.

Ta wersja śmierci Diernowa jest kwestionowana przez współczesnych historyków. Dr Marcin Płotek z Instytutu Pamięci Narodowej wskazuje, że nie ma historycznych dowodów na to, iż w miejscu śmierci Diernowa w ogóle istniał jakikolwiek bunkier. Potwierdzają to również wspomnienia walczących tam żołnierzy niemieckich.

## Upamiętnienie
Dekretem Prezydium Rady Najwyższej ZSRR z dnia 24 marca 1945 roku za „wzorowe wykonywanie zadań bojowych na froncie walki z najeźdźcą niemieckim oraz za odwagę i bohaterstwo” żołnierz gwardii Armii Czerwonej Piotr Siergiejewicz Diernow został pośmiertnie wyróżniony tytułem Bohatera Związku Radzieckiego.
Ciało Diernowa pochowano w zbiorowej mogile. W Wadągu w 1967 roku postawiono kamień pamiątkowy z napisem „Tu poległ 23 stycznia 1945 roku o wyzwolenie Warmii i Mazur Piotr Diernow, bohater Związku Radzieckiego. Cześć jego pamięci”. 15 listopada 2023 roku upamiętnienie zostało zdemontowane na wniosek mieszkańców wsi. Ulice Piotra Diernowa istniały w Olsztynie do 2019 roku (ob. św. Franciszka z Asyżu), a także we wsi Dywity (ob. Jana Pawła II).